# 岡山県道309号巨瀬高倉線
岡山県道309号巨瀬高倉線（おかやまけんどう309ごう こせたかくらせん）は、岡山県高梁市を通る一般県道である。

## 概要

### 路線データ
- 起点：岡山県高梁市巨瀬町（岡山県道169号西方巨瀬線交点）
- 終点：岡山県高梁市高倉町田井（国道180号交点）

## 路線状況

### 道路施設

#### 橋梁
- 秋町橋（高梁川、高梁市）

## 地理

### 通過する自治体
- 岡山県
  - 高梁市

### 交差する道路
| 交差する道路            | 交差する場所         | 交差する場所 |
| ----------------------- | -------------------- | ------------ |
| 岡山県道169号西方巨瀬線 | 巨瀬町（こせちょう） | 起点         |
| 国道180号               | 高倉町田井           | 終点         |

### 交差する鉄道
- 伯備線

### 沿線
- 高梁市立川面小学校
- 高梁市立高梁北中学校
- JR西日本伯備線 備中川面駅
- 高梁川